# مسيح سايجاني
مسيح سايجاني (بالألمانية: Masih Saighani)‏ (22 أغسطس 1986 بكابل في أفغانستان - ) هو لاعب كرة قدم ألماني في مركز الوسط. شارك مع منتخب أفغانستان لكرة القدم. أما مع النوادي، فقد لعب مع نادي بونر وTSV Steinbach Haiger ‏ وSC Waldgirmes ‏ وSportfreunde Siegen ‏ وVfB Marburg ‏ وEintracht Wetzlar ‏ وTSV Eintracht Stadtallendorf ‏.

## وصلات خارجية
- مسيح سايجاني على موقع إي إس بي إن إف سي (الإنجليزية)
- مسيح سايجاني على موقع قاعدة بيانات كرة القدم.إي يو (الإنجليزية)
- مسيح سايجاني على موقع ناشيونال فوتبول تيمز (الإنجليزية)
- مسيح سايجاني على موقع Soccerway.com (الإنجليزية)
- مسيح سايجاني على موقع عالم كرة القدم.نت (الإنجليزية)